# Velocity (Band)
Velocity war ein 1996 von dem US-amerikanischen Gitarristen, Sänger und Songwriter David Victor gegründetes Hardrock-Projekt. Neben dem bisher einzigen veröffentlichten Album Impact brachte Victor anschließend noch eine EP heraus, bevor er sich anderen Projekten zuwandte.

## Hintergrund
Velocity wurde von David Victor 1996 gegründet. Er schrieb sämtliche Lieder für das erste Album selbst und holt sich den Gitarristen Chris Dodge als Unterstützung dazu. 1997 nahm er mit Dodge und dem Schlagzeuger Pat Torpey (Mr. Big) das erste Album auf. Victor spielte auf diesem Album Leadgitarre, Rhythmusgitarre und Bass, Dodge steuerte weitere Leadgitarren bei. Victor trat anschließend überwiegend im Westen der USA mit wechselnden Musikern unter dem Namen Velocity auf, bevor er 2001 die EP Activator veröffentlichte, die fünf Titel enthielt. Seitdem ist Velocity nicht mehr aktiv gewesen.

## Diskografie
- Impact (1999)
- Activator (2001)